# Heidemarie Wycisk
Heidemarie Wycisk (República Democrática Alemana, 2 de febrero de 1949) es una atleta alemana retirada especializada en la prueba de salto de longitud, en la que consiguió ser medallista de bronce europea en pista cubierta en 1977.

## Carrera deportiva
En el Campeonato Europeo de Atletismo en Pista Cubierta de 1977 ganó la medalla de bronce en el salto de longitud, con un salto de 6.40 metros, siendo superada por la checoslovaca Jarmila Nygrýnová (oro con 6.63 metros) y la húngara Ildikó Erdélyi  (plata con 6.55 metros).